# Departure Rocks
Die Departure Rocks (sinngemäß aus dem Englischen übersetzt Abreisefelsen) sind vier steilwandige Klippen vor der Mawson-Küste des ostantarktischen Mac-Robertson-Lands. In der Holme Bay liegen sie 1,5 km nordwestlich nördlich des Peake-Jones Rock.
Norwegische Kartografen kartierten sie anhand von Luftaufnahmen, die bei der Lars-Christensen-Expedition 1936/37 entstanden. Das Antarctic Names Committee of Australia benannte sie so, da Mannschaften im Rahmen der Australian National Antarctic Research Expeditions auf dem Weg zur westlich gelegenen Mawson-Station über das Meereis an diesen Felsen vorbeikamen.